# Rome City
Rome City é uma cidade  localizada no estado americano de Indiana, no Condado de Noble.

## Demografia
Segundo o censo americano de 2000, a sua população era de 1615 habitantes.
Em 2006, foi estimada uma população de 1662, um aumento de 47 (2.9%).

## Geografia
De acordo com o United States Census Bureau tem uma área de
5,6 km², dos quais 3,1 km² cobertos por terra e 2,5 km² cobertos por água.

## Localidades na vizinhança
O diagrama seguinte representa as localidades num raio de 20 km ao redor de Rome City.